# Eurico Carrapatoso
Eurico Carrapatoso ComIH (Mirandela, Alvites, 15 de fevereiro de 1962) é um compositor português.

## Biografia
É licenciado em História pela Faculdade de Letras da Universidade do Porto.
Iniciou os seus estudos musicais em 1985, tendo sido sucessivamente aluno de composição de José Luís Borges Coelho, Fernando Lapa, Cândido Lima e Constança Capdeville. 
Concluiu em 1993 o Curso Superior de Composição no Conservatório Nacional de Lisboa com Jorge Peixinho. 
Foi assistente de História Económica e Social na Universidade Portucalense. 
Leccionou na área da composição em várias instituições, nomeadamente na Escola Superior de Música de Lisboa, na Academia Nacional Superior de Orquestra e na Academia de Amadores de Música
É professor de Composição no Conservatório Nacional, onde lecciona desde 1989, integrando o quadro da instituição. 
Recebe regularmente encomendas das principais instituições culturais portuguesas e a sua música tem vindo a ser executada, editada e difundida desde 1987, não só na Europa como a nível mundial.
A 9 de Junho de 2004 foi feito Comendador da Ordem do Infante D. Henrique.

## Obras principais
MÚSICA PARA INSTRUMENTO SOLO E MÚSICA DE CÂMARA
- Dar templo ao tempo (guit, 2 vl, vla, vc) - 2021
- Pour la Fin, pour mon Commencement (cl, vl, vc, pn) - 2021
- Nuvens, nascentes e outros mitos (pn) - 2020
- Canções sem palavras (vc, pn) - 2018
- Sonata para tuba e piano - 2017
- O imaginário em Peer Gynt (ob, fag, pn) - 2017
- Llaços, contradanças e descantes (2 vl, vla, vc) - 2016
- Quatro últimas estações (pn) - 2014
- L'homme desarmé (2 vl, vla, vc) - 2012
- Fantasia para flauta e piano - 2012
- Fantasia para violino e piano - 2011
- Missa sem palavras (pn) - 2012
- Six histoires d'enfants pour amuser un artiste (pn) - 2011
- O espelho da alma (vl, vla, vc, pn) - 2009
- In illo tempore (2 vl, vla, vc) - 2009
- Três peças para violino, clarinete e piano - 2005 / 2013
- Três peças para oboé, clarinete e piano - 2005 / 2008
- Cinco aforismos (fl, ob, cl, fag, cor, pn) - 2005
- Cinco miniaturas (fl, ob, cl, fag, cor) - 2000
- Epigramas a Francisco de Lacerda (vla, cb, pn) - 2000
- Le tombeau de Germaine Tailleferre (fl, pn) - 1997
- Cinco elegias (fl, ob, cl, fag, cor) - 1997
- Sweet rústica (cor, pn) - 1996

MÚSICA DE CÂMARA COM VOZ
- Pange lingua (satb, org) - 2020
- Tu es Petrus (satb, org) - 2019
- Te Deum em louvor da Paz (saattb, pn) - 2018
- Dece do Ceo (sop, coro de câmara, coro sinfónico, coro infantil e os 6 orgãos da Basílica de Mafra) - 2016
- Cinco canciones para ensemble y voz emocionada (mezzo solo, fl, cl, 1 perc, hp, pn, vl, vla, vc) - 2015
- Diptych of innocence and light (coro masculino, pn) - 2013
- Stabat Mater (bar solo, ssaattbb, fl, ob, cl, fag, tr, cor, 1 perc, hp, pn, 2 vl, vla, vc, cb) - 2007
- Díptico Mariano (satb, org) - 2007
- Eu... (sop, pn) - 2006
- Três poemas eróticos (sop, pn) - 2004-2007
- Poemário erótico, ericsatírico e burlesco (bar, pn) - 2004
- Poemário de Lamolinairie de Campos (sop, fl, cl, hp, pn, vl, vla, vc) - 2003
- Horto sereníssimo (sop, satb, fl bisel, cr) - 2000
- Magnificat em talha dourada (sop, ssaattbb, 2 fl bisel, 2 vl, vla, vc, cb, cr) - 1998
- Sete melodias em forma de bruma (sop, cor, pn) - 1998
- Duas porcelanas musicais (sop, cor, pn) - 1996
- Cinco melodias em forma de Montemel (sop, cor, pn) - 1996

ENSEMBLES
- Floresta de Mvsica (para os 6 orgãos da Basílica de Mafra) - 2017
- Da loucura, do grotesco e da morte em Peer Gynt (fl, ob, cl, fag, cor, 2 perc, pn, 2 vl, vla, vc, cb) - 2004
- La rue du chat qui pêche - serenata onírica a Constança Capdeville (fl, ob, cl, fag, cor, tr, trbn, 1 perc, pn, 2 vl, vla, vc, cb) - 2000

MÚSICA SINFÓNICA
- Fauno (orquestra) - 2016
- VimaraViva (grande orquestra) - 2012
- Como peixe português na água tropical (orquestra) - 2009
- Tempus fugit (grande orquestra) - 2007-2008
- Música praxitélica (orquestra) - 2004
- Modos de Expressão Ilimitada II (grande orquestra) - 1999
- Aver-o-Mar (orquestra) - 1999
- Modos de Expressão Ilimitada (cordas) - 1998
- Deploração sobre a morte de Jorge Peixinho (grande orquestra) - 1998
- Das Ewig Weibliche (cordas) - 1997

MÚSICA CONCERTANTE
- Liszt but not Liszt (tuba wagneriana, cordas) - 2011
- Suite italiana (bandolim, cordas) - 2009
- Três peças decadentes (clarinete de bassetto, cordas) - 2006
- Cinco peças de carácter (corne inglês, cordas) - 2004 / 2005
- Vocalizos para Catarina e arcos (violoncelo, cordas) - 2002
- Stigmata (viola, cordas) - 2002
- Três pastiches de Belém (eufónio, cordas) - 2001
- Sete peças em forma de boomerang (saxofone, cordas) - 2000
- Suite d'aquém e d'além mar (marimba, cordas) - 1999

MÚSICA CÉNICA
- A Noite de Natal, sobre texto de Sophia M. B. Andresen (recit, hp, pn) - 2019
- A Cidade, sobre textos de Aristófanes (cl, tr, tb, 1 perc) - 2009
- Abcesso de loucura, para a peça Der narr und seine frau heute abend in Pancomedia de Botho Strauss - 2003
- O lobo Diogo e o mosquito Valentim, sobre texto de António Manuel Pires Cabral (sop, bar, narr, coro inf, orquestra) - 2002
- Mentes, Peer!, para a peça Peer Gynt de Ibsen (fl, ob, cl, fag, cor, 2 perc, pn, 2 vl, vla, vc, cb) - 2001

MÚSICA CÉNICA - adaptações
- As madamas do Bolhão de Jacques Offenbach (original Mesdames de la Halle) (fl, cl, vl, vla, vc, pn) - 2002
- Ba-ta-clan de Jacques Offenbach (fl, cl, vl, vla, vc, pn) - 1999

ÓPERA
- Mautempo em Portugal, sobre libreto de Miguel Jesus (3 bar, 2 sop, 3 mezzo, fl, cl, 2 vl, vla, vc, cb e pn) - 2023
- Três mulheres com máscara de ferro, sobre texto de Agustina Bessa-Luís (mezzo, 2 sop, cl, vl, vc e pn) - 2014
- Sabina Freire, sobre texto de Manuel Teixeira Gomes (sop, mezzo, 2 ten, 3 bar, bx, orquestra) - 2010
- A morte de Luís II da Baviera, drama musical em uma cena e um acto, sobre texto de Bernardo Soares (sop, mezzo, coro, orquestra) - 2010
- A Floresta, sobre texto de Sophia de Mello Breyner (sop, ten, 2 bar, bx, narr, coro inf, coro masc ad lib, orquestra) - 2003 / 2004

MÚSICA VOCAL-SINFÓNICA
- Um pequeno conto musical, sobre o texto inédito A arca do tesouro de Alice Vieira (narr, orquestra) - 2010
- O meu poemário infantil, sobre texto de Violeta Figueiredo (sop ou ten, orquestra) - 2005
- Dez vocalizos para Leonor e arcos (sop, cordas) - 1996

MÚSICA CORAL-SINFÓNICA
- Quatro cantos do mundo (coro sinfónico e grande orquestra) - 2023
- Linhagem (sop, ten, 2 coros, grande orquestra) - 2019
- Salve Regina (coro, orquestra) - 2016
- Vita brevis (coro feminino, orquestra) - 2015
- Requiem à memória de Passos Manuel (bar, coro, 4 cor, hp, cordas) - 2004
- Salmo CL (satb, cordas) - 2000
- In paradisum (ttbb soli, satb, cordas) - 1994

MÚSICA A-CAPPELLA SACRA
- Três peças sacras - 2012
- Motetes para um tempo de Alegria (Cónego José Alegria in memoriam) - 2008
- Missa Sine Nomine - 2006
- Motetes para um tempo de Paixão - 2002
- Ciclo de Natal - 1991

MÚSICA A-CAPPELLA PROFANA
- Pequeno poemário do meu sangue - 2021
- Pequeno poemário de Pessanha - 2014
- Pequeno poemário de Pessoa - 2013
- Marília - 2005
- Pequeno poemário de Sophia - 2004
- Ay que dolor! - 2003
- Drei lieder ohne worte - 1997

HARMONIZAÇÕES A-CAPPELLA
- O que me diz o vento tropical - 2001
- O que me diz o vento d'Óbidos - 2001
- O que me diz o vento vento mirandês - 2000
- O que me diz o vento de Serpa - 2000
- Ó meu Menino - 1997
- Quatro canções populares portuguesas - 1993

## Encomendas principais
- Fundação Calouste Gulbenkian
- Teatro Nacional de São Carlos
- Teatro Nacional de São João
- Teatro Municipal de São Luiz
- Teatro Aberto
- Teatro da Cornucópia
- Casa da Música do Porto
- Radiodifusão Portuguesa e Radiotelevisão Portuguesa
- Centro Cultural de Belém
- Orquestras: Orquestra Nacional do Porto, Orquestra Sinfónica Portuguesa, Orquestra Metropolitana, Grupo de Música Contemporânea de Lisboa, Ensemble Darcos
- Festivais de Música: Festival Internacional de Música de Macau, Festival Internacional de Música de Mafra, Festival Internacional de Música da Póvoa de Varzim, Festival de Música “Concertos de Primavera”, Festival “Cantar Liberdade”, Festival de Música Sacra de Viana do Castelo, Festival Internacional de Música do Estoril, Temporada Darcos, Festival Internacional de Música de Espinho
- Instituições públicas: Ministério da Cultura (Instituto Português do Património Arquitectónico), Governo Regional dos Açores, Casa Pia de Lisboa, Academia de Música de Viana do Castelo, Câmara Municipal de Matosinhos, Câmara Municipal de Torres Novas, Câmara Municipal de Torres Vedras, Câmara Municipal de Aveiro, Delegação Regional da Cultura do Norte, Reitoria da Universidade de Lisboa, Secretaria Regional do Ambiente e do Mar da Região Autónoma dos Açores
- Instituições culturais: Associação Ricercare, Associação Norte Cultural, Fundação Oriente, Fundação Serralves, Fundação Luso-Brasileira, Fundação Passos Canavarro, Fundação João Jacinto de Magalhães, Eborae Mvsica
- Instituições culturais estrangeiras: Governo do Estado do Rio de Janeiro (Secretaria de Estado da Cultura), The University of Michigan

## Intérpretes principais
Orquestras
Orquestra Nacional do Porto, Orquestra Sinfónica Portuguesa, Orquestra Sinfonietta de Lisboa, Orquestra Gulbenkian, Orquestra Metropolitana, Orquestra do Algarve, Orquestra Filarmonia das Beiras, Orquestra do Norte, Orquestra Clássica do Centro, Orquestra de Câmara do Minho, Orchestre des Pays de Savoie, Orquestra de Câmara da Deutsche Oper de Berlim, Orquestra de Câmara da Hamburgische Staatsoper, Cyprus State Orchestra, Lithuanian Chamber Orchestra, Orquestra do College-Conservatory of Music of Cincinnati, Orquestra Sinfônica Brasileira, Chamber Orchestra Kremlin, Landesjugendorchester Nordrhein-Westfalen, Orquestra Sinfónica Kapella de São Petersburgo, Sinfonia Finlandia Jyväskylä
Ensembles
DSCH-Schostakovich Ensemble, Quartetto Werther, Carion Ensemble, Remix–Ensemble, OrchestrUtopica, Grupo de Música Contemporânea de Lisboa, Opus Ensemble, Trio Vocalizos, Quarteto Lacerda, Quinteto de Sopros da Orquestra Gulbenkian, Quarteto Saxofínia, Moscow Piano Quartet, Ensemble Darcos, Quarteto de Cordas de Matosinhos, Galliard Ensemble, Chilingirian String Quartet, New Zaeland String Quartet, Finnish Uusinta Kamariorkesteri, Ensemble Mediterrain, Sonor Ensemble
Coros
MDR Rundfunkchor (Philipp Ahmann), The University of Michigan Men's Glee Club (Eugene Rogers), Coro de la Comunidad de Madrid (Pedro Teixeira), MPMP Vocal Ensemble (Inês Lopes e Clara Coelho), Ensemble Vocal Aura (Inês Lopes), Coro Infantil da Universidade de Lisboa (Erica Mandillo), Coro do Teatro Nacional de São Carlos (Giovanni Andreoli, Giampaolo Vessella e João Paulo Santos), Estonian Philharmonic Chamber Choir (Daniel Reuss), Coro Gulbenkian (Paulo Lourenço, Jorge Matta, Inês Lopes, Martina Batič e Joana Carneiro), Coro de la Fundación Príncipe de Asturias (José Esteban García Miranda), Coro Casa da Música (Simon Carrington), Coro da Academia de Música de Viana do Castelo (Vítor Lima), Coro Ricercare (Paulo Lourenço e Pedro Teixeira), Coro de Câmara de Lisboa (Teresita G. Marques), Coro Syntagma Musicum (Vasco Azevedo e Jorge Alves), Grupo Vocal Olisipo (Armando Possante), Coral de Letras da Universidade do Porto (José Luís Borges Coelho), Coro Infantil do Círculo Portuense de Ópera (Palmira Troufa), Coro Sinfónico Lisboa Cantat (Jorge Alves), Coro de Câmara Lisboa Cantat (Jorge Alves), Officium Ensemble (Pedro Teixeira), Grupo Coral de Lagos (Vera Batista), Chamber Choir College Conservatory University of Cincinnati e University of Cincinnati Chorale (Paulo Lourenço), University of North Florida Chorale e University of North Florida Chamber Singers (Cara Tasher), Lindsay Singers, Helios Voices (Sérgio Fontão), emotionVoices (Manuel Rebelo)
Maestros
Stefan Asbury, Vasco Azevedo, Martina Batič, Joana Carneiro, Pedro Carneiro, Nuno Côrte-Real, Cesário Costa, Osvaldo Ferreira, Flávio Florence, Mark Foster, Patrick Gallois, Miguel Graça-Moura, Pablo Heras-Casado, Lee Kesselman, António Lourenço, Paulo Lourenço, Vytautas Lukocius, Wojciech Michniewski, Artur Pinho, Armando Possante, Misha Rachlevsky, Donato Renzetti, João Paulo Santos, Ernst Schelle, Brian Schembri, Nils Schweckendiek, Marc Tardue, Cara Tasher, Roberto Tibiriçá, Tapio Tuomela, Maciej Zoltowski

## Salas e espaços principais
- Grande Auditório da Casa da Música do Porto (concertos monográficos)
- Grande Auditório da Centro Cultural de Belém (concertos monográficos)
- Grande Auditório da Fundação Calouste Gulbenkian
- Grande Auditório da Culturgest
- Teatro Nacional de São Carlos
- Teatro Nacional de São João (concertos monográficos)
- Coliseu do Porto
- Mosteiro de São Bento da Vitória (concertos monográficos)
- Pequeno Auditório da Centro Cultural de Belém (concertos monográficos)
- Pequeno Auditório da Fundação Calouste Gulbenkian
- Auditório ACARTE da Fundação Calouste Gulbenkian
- Teatro Aberto (cerimónia de inauguração)
- Teatro Municipal de São Luiz (concertos monográficos)
- Teatro Municipal de Bragança (cerimónia de inauguração e concertos monográficos)
- Teatro Municipal de Vila Real
- Teatro da Cerca, Coimbra
- Teatro Viriato, Viseu (concertos monográficos)
- Teatro Aveirense (concertos monográficos)
- Teatro José Lúcio da Silva, Leiria (concertos monográficos)
- Teatro Constantino Nery, Matosinhos
- Paço dos Duques de Bragança, Guimarães
- Centro Cultural de Vila Flor, Guimarães
- Salão Medieval da Reitoria da Universidade do Minho, Braga (concertos monográficos)
- Palácio da Ajuda
- Biblioteca do Palácio de Mafra
- Basílica de Mafra
- Mosteiro de Alcobaça
- Igreja de São Roque, Lisboa (concertos monográficos)
- Convento de São Pedro d'Alcântara
- Basílica dos Mártires, Lisboa (concertos monográficos)
- Igreja da Madre de Deus, Lisboa (concertos monográficos)
- Igreja da Graça, Santarém (concertos monográficos)
- Sé de Lisboa
- Sé Velha de Coimbra
- Sé Nova de Coimbra
- Sé de Évora
- Sé de Elvas
- Sé de Santarém
- Convento de São Francisco, Bragança
- Igreja de São Francisco, Évora
- Convento dos Remédios, Évora
- Convento do Espinheiro, Évora
- Mosteiro de Tibães
- Purcell Room (South Bank Centre), Londres
- Southwark Cathedral, Londres
- Wiener Musikverein (Großer Saal)
- RadioKulturhaus, Viena
- Grande Sala Bulgária, Sófia
- Viitasaari Church, Finlândia
- Sala Glinka da Filarmónica de São Petersburgo
- Sala Cecília Meireles, Rio de Janeiro
- Sala Rachmaninov, Moscovo
- Deutsch Oper Berlin
- Hamburgische Staatsoper
- Funkhaus Wallrafplatz, WDR, Köln
- Alfried Krupp Saal, Philharmonie Essen
- Hill Auditorium, Ann Arbor, Michigan, EUA
- Igreja de Santa Croce, Florença
- Basílica de Santa Trìnita, Florença
- Palazzo Vecchio (grande salone), Florença
- Suur Saal da Eesti Muusika, Talin, Estónia
- Wigmore Hall, Londres
- Sala São Paulo (OSESP), Brasil
- Igreja dos Clérigos, Porto (concertos monográficos)
- Palácio de Mateus

## Edições
Partituras
- Boosey & Hawkes
- Edições BIM
- Edições Carus-Verlag Stuttgart

## Discografia

### Álbunsmonográficos
- Canções sem Palavras | Samuel Santos (violoncelo), Eduardo Jordão (piano) (2019) | [Canções Sem Palavras]
- In Illo Tempore / Ensemble MPMP e Quarteto de Cordas MPMP (2018) - CD Melographia Portuguesa 17 | [Petite Messe Naïve, Pas Solenelle; In Illo Tempore; L'Homme Desarmé]
- Magnificat em talha dourada | Coro Musaico e Ensemble Instrumental do Conservatório Nacional, dir. Tiago Marques (2016) | Prémio Sociedade Portuguesa de Autores para Melhor Trabalho de Música Erudita - 2017 | [Magnificat em talha dourada]
- A Cappella | Sacro (2015) - Coro de Câmara de Lisboa, CCL 002 | [Missa Sine Nomine; Três Peças Sacras; Díptico Mariano; Motetes Para Um Tempo De Paixão; Díptico Mariano]
- Um pequeno conto musical (2010) - CD Leya|Ed.Caminho (sobre o texto inédito de Alice Vieira A arca do tesouro)
- Requiem à memória de Passos Manuel (2007) - CD Numérica, NUM 1155 [2]
- Magnificat em talha dourada / Angélica Neto (soprano), Grupo Vocal e Ensemble Olisipo (2005) - CD Dargil, D100004 2 [Magnificat em talha dourada (1ª gravação)]
- A Cappella (2005) - CD Numérica, NUM 1135 [3] | [O Que Me Diz O Vento Tropical; O Que Me Diz O Vento De Óbidos; O Que Me Diz O Vento De Serpa; Timor Et Non Tremor; Drei Lieder Mit Worte; Três Natais Góticos; Ay, Que Dolor!]
- Leonoreta / Sinfonietta de Lisboa, Vasco Azevedo (2001) - CD La mà de Guido, LMG 2047 | [Modos De Expressão Ilimitada; Das Ewig-Weibliche; Sete Peças Em Forma De Boomerang; Dez Vocalizos Para Leonor E Arcos (primeiras gravações)]

### Álbunsnão monográficos
- FIAT LUX / Grupo Vocal Olisipo (2022) | [Te Deum Em Louvor da Paz]
- Música do Século XX - XXI / Ensemble Lusitanus (2021) | [Quatro peças brilhantes]
- Prémio Musa / Ensemble MPMP (2021) - CD MPMP 19 (2021) | [Pequeno Poemário de Sophia]
- Crossroads (vol. 2) / DASH Ensemble (Madrid) (2020) | [Suite De Coloratura]
- Crossroads (vol. 1) / DASH Ensemble (Madrid) (2020) | [Sete Epigramas a Francisco de Lacerda]
- Retour à l'Enfance / José Eduardo Martins (piano) (2020) - CD Esolem 005 | [Six Histoires d'Enfance Pour Amuser Un Artiste]
- Adamastor / Sérgio Carolino (tuba), Telmo Marques (2020) | [Sonata Para Tuba E Piano]
- Portuguese Perspectives / Courtney Miller (oboé), Minji Kwon (piano) (2019) - CD MSR Classics MS 1690 | [Três Peças Atlânticas]
- TNT / Sérgio Carolino (tuba), Gene Pokorny (tuba), Telmo Marques (piano) (2019) | [TuBach]
- Arrival / Wesley Ferreira (clarinete), Gail Novak (piano) (2019) - CD Centaur CRD 3743 | [Albicastro]
- O Du Fröhliche / MDR RUNDFUNKCHOR, cond. Philipp Ahmann (2017) | [Ó Meu Menino]
- Éthers De L'Infini / José Eduardo Martins (piano) (2017) - CD Esolem 004 | [Missa Sine Nomine (Cinco Estudos Litúrgicos Para Piano)]
- Música Portuguesa Para Quarteto de Cordas / Quarteto de Cordas de Matosinhos (2017) - CD Fermata CMM | [In Illo Tempore]
- Espelho Da Alma / Ensemble DARCOS (2016) - CD ODRADEK ODRCD336 | [Espelho Da Alma]
- Piano Seasons / Filipe Pinto-Ribeiro (piano) (2015) - CD PARATY 315132 | [Quatro Últimas Estações]
- Schauspiel / Ensemble Carion (quinteto de sopros) (2014) - CD Ars Produktion ARS 38 143 | [Cinco Elegias]
- Portfólio / Saxofínia (quarteto de saxofones) (2013) - CD Ars Produktion ARS 38 143 | [Indiana Tones]
- Caminhos De Orfeu / Grupo de Música Contemporânea de Lisboa (2012) - CD La Mà de Guido LMG 2115 | [Poemário de Lamolinairie de Campos]
- Canções de Natal Portuguesas / Coro Gulbenkian, dir. Jorge Matta (2011) - CD Trem Azul TA007CD | [Natal Profano]
- Compositores portugueses XX-XXI (vol. 3), Coro de Câmara Lisboa Cantat, cond. Jorge Alves (2009) - CD Numerica, NUM 1188 | [O Que Me Diz O Vento De Serpa]
- Compositores portugueses XX-XXI (vol. 2), Coro de Câmara Lisboa Cantat, cond. Jorge Alves (2008) - CD Arte das Musas MU0105 | [Pequeno Poemário de Sophia]
- Retratos E Paisagens, Angélica Neto (soprano), Camerata Senza Misura (2008) - CD Numerica, NUM 1188 | [Dois Poemas de Miguel Torga]
- Compositores portugueses XX-XXI (vol. 1), Coro Sinfónico Lisboa Cantat, cond. Jorge Alves (2007) - CD Numerica, NUM 1159 | [O Que Me Diz O Vento De Óbidos]
- Um breve olhar sobre a poesia de Florbela Espanca (2007) - CD Numerica, NUM 86
- Música para piano portuguesa, Vol. 2, Nancy Lee-Harper (piano) (2007) - CD Numerica, NUM 1147 | [Cinco Viñetas Para Piano Emocionado]
- Canções Lunares / J. Bernardo Silva (trompa), Elsa Siva (piano) (2006) - CD Afinaudio, IRFC.04.072 | [Sweet Rústica]
- Peças Portuguesas e Japonesas para piano solo / Yuki Rodrigues (piano)] (2006) - CD Numerica, NUM 1140 | [L aire De L Campo]
- Festival Internacional de Música da Póvoa de Varzim (2003) - CD Numerica, NUM 1108 [Aver-O-Mar (pequena sinfonietta marítima)]
- Light - Distance (2003) - CD Deux-Elles, DXL 1084 | [Cinco Miniaturas]
- Opus number zoo (2002) - CD Deux-Elles, DXL 1025 | [Cinco Elegias]
- Opus Ensemble plays Contemporary Portuguese Music (2001) - CD Strauss, SP 4350 | [Cinco Elegias]
- Contemporary Portuguese Music (2001) - CD Strauss, SP 4339 | [Sete Epigramas a Francisco de Lacerda]
- Música Portuguesa para flauta e piano no Séc.XX (2001) - CD Musicália, M.01.02.005  | [Le Tombeau De Germaine Tailleferre]
- Música Portuguesa / Luís Meireles (flauta), Eduardo Resende (piano) (2000) - CD Numerica, NUM 1093 | [Le Tombeau De Germaine Tailleferre]
- Encontro - Música Portuguesa per a Flauta i Piano / João Pereira Coutino (Flauta), José Bon de Sousa (piano) (2000) - CD La mà de Guido, LMG 2042 | [Le Tombeau De Germaine Tailleferre]
- Música coral portuguesa do Séc. XX do Coro de Câmara de Lisboa (1998) - CD Numerica, NUM 1083 ("Coral A.", "Luz polar" e "Coral B.")[4]
- Natal a-cappella do Coro de Câmara de Lisboa (1998) - CD Numérica, NUM 1082 ("Ó bento airoso", "José embala o Menino" e "Ó meu Menino")[5]
- Canções populares portuguesas (1997) - CD Numerica, NUM 1073
- Solistas de Lisboa (1997) - CD Numerica, NUM 1068
- Vocalizos (1997) - CD Movieplay, MOV.3-11050(13 faixas)[6]

## Prémios e distinções
- Vencedor do Prémio DSCH-Schostakovich Ensemble (Novembro de 2021)
- Vencedor da Primeira Edição do Premio Alumni – Universidad de Salamanca Jesús García-Bernalt (Outubro de 2021)
- Vencedor do Prémio Árvore da Vida (Maio de 2011)
- Representou Portugal na Tribuna Internacional de Compositores da UNESCO em Paris, com O meu poemário infantil, para tenor e orquestra (Paris - 2006)
- Comendador da Ordem do Infante D. Henrique (9 de Junho de 2004)[7]
- Prémio da Identidade Nacional (Sociedade Histórica da Independência de Portugal - 2001)
- Prémio de Composição Francisco de Lacerda (Primeira edição - 1999)
- Prémio de Composição Lopes Graça da Cidade de Tomar (Primeira edição - 1999)
- Representou Portugal na Tribuna Internacional de Compositores da UNESCO em Paris, com Deploração sobre a morte de Jorge Peixinho, para grande orquestra (Paris - 1999)
- Representou Portugal na Tribuna Internacional de Compositores da UNESCO em Paris, com Cinco melodias em forma de Montemel, para soprano, trompa e piano (Paris - 1998)